# Philippe II (Anguissola)
Pour les articles homonymes, voir Philippe II.
Philippe II – en espagnol Felipe II – est une peinture à l'huile sur toile de la peintre italienne Sofonisba Anguissola, réalisée en 1565, lors de son séjour en Espagne (1559-1571). Cette tableau est conservée au musée du Prado, à Madrid.

## Histoire

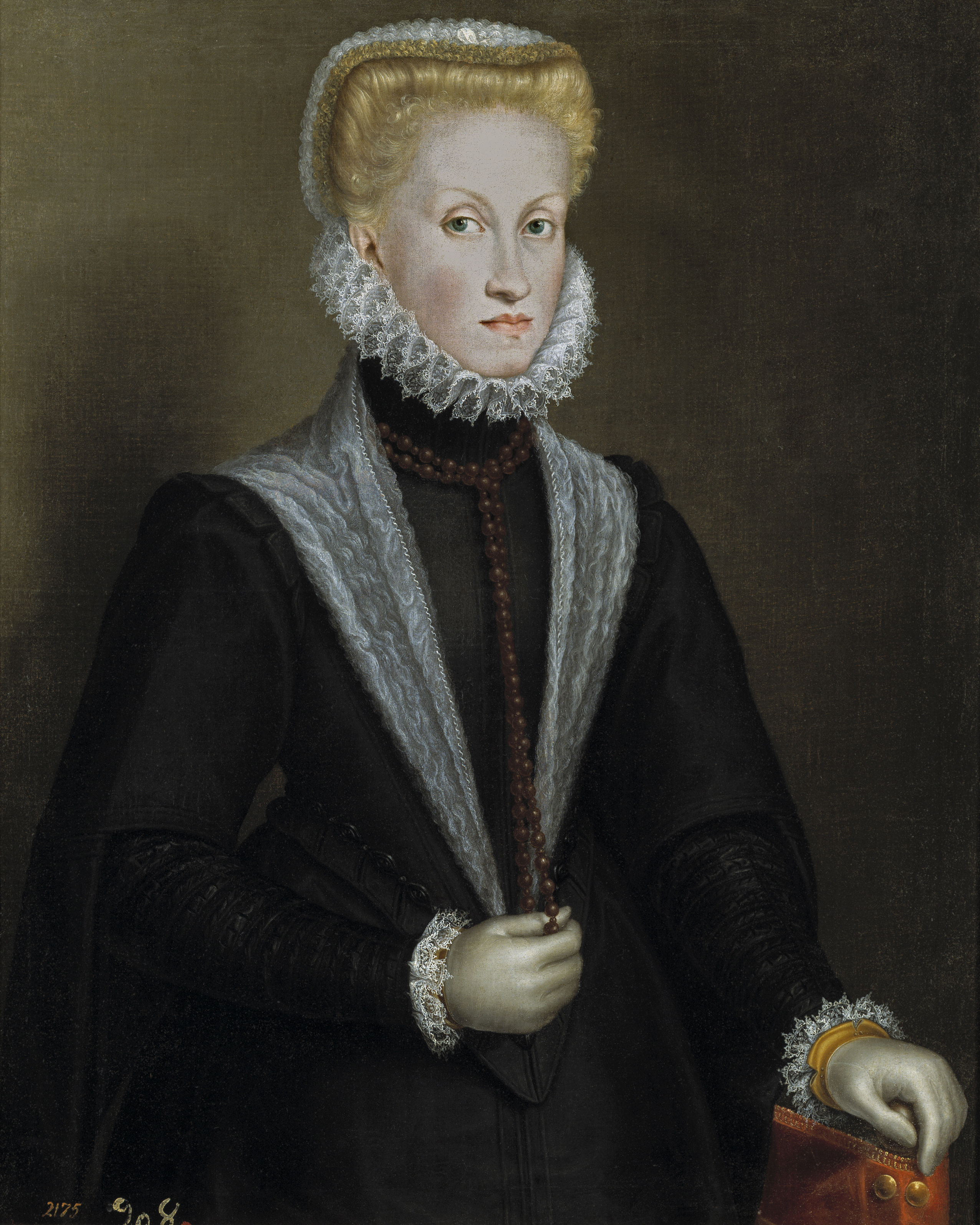
Portrait de la reine Anne d'Autriche, vers 1573 – Musée du Prado, Madrid.

Anguissola est arrivée en Espagne en tant que dame de la reine Élisabeth de Valois; mais elle était déjà une peintre au prestige reconnu et, en effet, une de ses occupations à la cour serait de donner des cours de peinture à la reine. Il a réalisé plusieurs tableaux de la famille du roi d'Espagne Philippe II, même si son soutien financier n'en dépendait pas.
L’œuvre a été retouchée par l'artiste en 1573 à l'occasion du remariage du roi avec Anne d'Autriche, qui le portrait de cette dernière devenant son nouveau pendant, remplaçant celui de feue Élisabeth de Valois. D'après les recherches sur le tableau, lors de la retouche, ce n'est pas la tête qui a été modifiée, mais plutôt des détails du vêtement et la main droite a été déplacée sur le bras d'un fauteuil.
Avant sa restauration à l'époque moderne, l'œuvre, longtemps attribuée à Alonso Sánchez Coello, présentait une couleur opaque et sombre, avec un fond presque sombre, qui donnait au visage du roi un aspect sombre qui incitait Antonio Saura à créer de multiples versions de Philippe II dans son style expressionniste. L'élimination des vernis assombris et la repeinture ont redonné au tableau sa subtilité et sa clarté, ce qui a facilité son attribution à Sofonisba Anguissola, confirmée en 1989.
Une version ultérieure, réalisée en buste par Sánchez Coello vers 1568, est conservée au Musée d'Histoire de l'art de Vienne.

## Description
De format vertical, cette portrait est l'une des œuvres les plus élaborées de l'artiste, mettant en évidence les nuances caractéristiques de ses peintures telles que la douceur du modelé, l'éclairage diffus et les coups de pinceau subtils et fins qu'elle défait par de délicats frottements. L'artiste capture parfaitement la personnalité élégante et distante de Philippe II, en lui présentant un regard net et direct qui s'éloigne de la figure sombre et triste mentionnée dans une partie importante de l'historiographie.
La composition représente le souverain à mi-corps, âgé d'une cinquantaine d'années, devant un fond sombre. Vêtu de robes noires, avec des cols et des poignets en dentelle blancche, il porte sur sa poitrine l'insigne de la Toison d'or en guise de pendentif et dans sa main gauche il tient un chapelet. Le roi se découpe éclairé par un projecteur émergeant de la gauche, qui met en valeur les traits physionomiques du souverain et la qualité du tissu des vêtements.